# Народная икона Средней Надднепрянщины 18-20 ст.
«Народная икона Средней Надднепрянщины 18-20 ст. в контексте сельского культурного пространства» — иллюстрированная альбом-монография, в которой исследуется феномен украинской народной иконы , распространенной на территории Центральной Украины, а именно в Черкасской, Полтавской, Кировоградскойобластях и на юге Киевщины.

## Описание
Народная икона Средней Надднепрянщины 18-20 ст. в контексте сельского культурного пространства 

Авторы: Николай Бабак, Александр Найден

Издательство: ЗАТ «Книга», Киев, 2009

Вид издания: монография

Язык издания: украинский, русский, английский

## Содержание
Народная икона в традиционном интерьере сельской хаты с его орнаментальными акцентами занимает особое место. Условия пребывания народной иконы в сельской (не очень светлой) хате, верования селян с вкраплением элементов обрядово-языческих представлений определил образный язык этой иконы, характер её типажной выразительности и принципы живописно-декоративной подачи.

Особое внимание в монографии уделено образам Иисуса Христа,Богоматери, а также святым Николаю Угоднику, Варваре,Параскеве,Катерине, Георгию Победоносцу, Ивану-воину, Юстиниану,архистратигу Михаилу,архангелу Гавриилу, сюжетам «Недреманное око»,«Благовещение»,«Коронование Богородицы»,«Богоматерь Печерская»,«Богоматерь Неопалимая Купина», «Богоявление»,«Усекновение главы Иоанна Крестителя», «Христос — Виноградная Лоза»,«Воздвижение Честного Креста» и др. Упомянутые в книге многочисленные фрагменты устного фольклора подчеркивают особенный характер народной веры, в которой важную роль играют рудименты фольклорно-языческих представлений.

Украинская народная икона связана одновременно и со старинной (византийской, древнерусской) культурой, и с культурой фольклорной, которая пребывала у этнических истоков, дух и колорит которой вместе с языком определяют суть украинского начала среди многих других культур мира.

## Награды
Выход монографии стал настоящим событием в мире книгоиздания Украины и был удостоен нескольких наград. Она стала лучшей книгой Форума издателей во Львове в 2009 году. На конкурсе «Искусство книги» издание получило диплом имени Ивана Федорова. Жюри ХІ Всеукраинского рейтинга «Книга года — 2009» признало монографию лучшей и присудило ей первое место в номинации «Визитка», а также гран-при как главному победителю. В 2010 году авторы книги, заслуженный художник Украины Н.Бабак и доктор искусствоведения А.Найден, стали лауреатами Национальной премии Украины имени Тараса Шевченко.

## Читатели
Книга ориентирована как на специалистов в области традиционного искусства,фольклора, этнографии и религиоведения, так и на коллекционеров,антикваров и ценителей иконописи.